# Północna Grupa Armii
Północna Grupa Armii (ang. Northern Army Group NORTHAG)  – związek operacyjno-strategiczny Paktu Północnoatlantyckiego.

## Charakterystyka
W okresie „zimnej wojny” obszar odpowiedzialności Północnej Grupy Armii obejmował teren na północ od linii Göttingen-Liège. W jego skład wchodziło 12 dywizji, 2 samodzielne brygady, samodzielne pułki oraz jednostki korpuśne. Stanowiło to razem około  330000 żołnierzy.
Temu zgrupowaniu podlegały wydzielone jednostki sił lądowych Wielkiej Brytanii (Brytyjska Armia Renu), Holandii, Belgii, Kanady i Francji. Siedziba dowództwa znajdowała się w Bad Oeynhausen, w 1954 przeniesiono ją do Rheindahlen (Mönchengladbach). Dowódcą NORTHAG był dowódca Brytyjskiej Armii Renu, szefem sztabu naprzemiennie generałowie: niemiecki, belgijski lub holenderski

Za stan gotowości bojowej korpusów odpowiadały dowództwa narodowe. Dopiero po przejściu sił zbrojnych na stopę wojenną, dowodzenie obejmował dowódca grupy armii. Do jego obowiązków w czasie pokoju należało przygotowanie planów operacyjnych, kontrola szkolenia podległych wojsk (po uzyskaniu zgody dowództw narodowych) oraz przedstawianie propozycji doskonalących wartość bojową podległych sił lądowych.
W 1993 rozwiązano dowództwo Północnej Grupy Armii, a jego zadania przejęło Dowództwo Połączonych Sił Lądowych Europy Centralnej LANDCENT.

## Struktura organizacyjna
W roku 1989:
- dowództwo PGA – Mönchengladbach
- 1 Korpus Armijny Holandii
- 1 Korpus Armijny RFN
- 1 Korpus Armijny Wielkiej Brytanii
- 1 Korpus Armijny Belgii
- 3 Korpus Armijny USA

## Dowódcy PGA
| Stopień, imię i nazwisko        | Czasokres   |
| ------------------------------- | ----------- |
| Generał John Harding            | 1951 – 1952 |
| Generał Richard N. Gale         | 1952 – 1957 |
| Generał A. Dudley Ward          | 1957 –1960  |
| Generał A. James H. Cassels     | 1960 –1963  |
| Generał William Gurdon Stirling | 1963 – 1966 |
| Generał John W. Hackett         | 1966 – 1968 |
| Generał G.R.Desmond Fitzpatrick | 1968 – 1970 |
| Generał Peter M. Hunt           | 1970 – 1973 |
| Generał Harry C. Tuzo           | 1973 – 1976 |
| Generał Frank D. King           | 1976 – 1978 |
| Generał William N.R. Scotter    | 1978 – 1980 |
| Generał J. Michael Gow          | 1980 – 1983 |
| Generał Nigel T. Bagnall        | 1983 – 1985 |
| Generał Martin B. Farndale      | 1985 – 1987 |
| Generał Brian L.G. Kenny        | 1987 – 1989 |
| Generał Peter A. Inge           | 1989 – 1992 |
| Generał Charles R.L. Guthrie    | 1992 –1994  |